# Altafulla-Tamarit
Altafulla-Tamarit (hiszp. Estación de Altafulla-Tamarit, kat. Estació de Altafulla-Tamarit) – przystanek kolejowy w miejscowości Altafulla, we wspólnocie autonomicznej Katalonia, w prowincji Tarragona, w Hiszpanii.
Obsługuje połączenia średniego dystansu Renfe Operadora oraz linie R14, R15, R16 i Ca6. Jest również przystankiem pociągów podmiejskich RT2 Rodalia del Camp de Tarragona.
Ta stacja została otwarta 1865 roku, na linii do Tarragony, gdy został oddany do użytku odcinek Martorell – Tarragona, wybudowany przez Companyia del Ferrocarril de Tarragona a Martorell i Barcelona (TMB).

## Położenie
Znajduje się na linii Barcelona – Vilafranca – Tarragona, na wysokości 6 m n.p.m..

## Linie kolejowe
- Barcelona – Vilafranca – Tarragona